# Casino (virus informático)
El virus informático Casino de malte Jackpot es un virus malicioso para MS-DOS que copia la FAT a la RAM, y luego borra todo el contenido del disco duro. Desafía al usuario a jugar en una simulación tipo máquina de monedas por el acumulado, de ahí deriva el nombre del virus. 

## Mensajes de resultado
Cuando el jugador no tenga más créditos o logre obtener una de triadas indicadas, el juego se detendrá mostrando alguno de los mensajes que están en la siguiente tabla.
| Resultado del juego   | Mensaje original | Mensaje traducido al español |
| --------------------- | --- | --- |
| Tu disco              | BASTARD ! You're lucky this time - but for your own sake now SWITCH OFF YOUR COMPUTER AND DON'T TURN IT ON TILL TOMORROW !!!          | ¡ BASTARDO ! Eres afortunado esta vez - pero por tu propio bien ahora ¡¡¡ APAGA TU COMPUTADORA Y NO LA ENCIENDAS HASTA MAÑANA !!! |
| Cualquier otra tirada | HA HA !! You asshole, you've lost: say Bye to your Balls . . .                                                                        | ¡¡ HA HA !! Imbécil, has perdido: dile Adiós a tus Bolas . . .                                                                    |
| Mi núm. de teléfono   | No Fuckin' Chance: and I'm punishing you for trying to trace me down ! HA HA !! You asshole, you've lost: say Bye to your Balls . . . | De ninguna manera: ¡y te estoy castigando por intentar rastrearme! ¡¡ HA HA !! Imbécil, has perdido: dile Adiós a tus Bolas . . . |

Depediendo de la variante del virus el usuario puede salvar su disco si obtiene el jackpot en la partida o bien indefectiblemente, sin importar el resultado del juego, la computadora se apaga, limpiando por completo la RAM y, por tanto, obligando al usuario a reinstalar el sistema operativo.

## Activaciones del virus
El virus Casino, descubierto en abril de 1991,  se activa el 15 de enero, 15 de abril y 15 de agosto.

## Pantallas
Al ejecutarse el programa, muestra el siguiente mensaje:
| DISK DESTROYER - A SOUVENIR OF MALTA I have just DESTROYED the FAT on your Disk !! However, I have a copy in RAM, and I`m giving you a last chance to restore your precious data. WARNING: IF YOU RESET NOW, ALL YOUR DATA WILL BE LOST - FOREVER !! Your Data depends on a game of JACKPOT CASINO DE MALTE JACKPOT ╓─╖ ╓─╖ ╓─╖ ║0║ ║0║ ║?║ ╙─╜ ╙─╜ ╙─╜ CREDITS: 5 ￡￡￡ = Your disk ??? = My Phone No. any key to play |

El mensaje traducido al español sería lo siguiente:
| DESTRUCTOR DE DISCOS - UN RECUERDO DE MALTA ¡¡ Acabo de destruir la FAT de tu disco !! Sin embargo, tengo una copia en la RAM, y te estoy dando una última oportunidad para restaurar tus preciosos datos. AVISO: SI REINICIAS AHORA, SE PERDERÁN TODOS TUS DATOS - ¡¡ PARA SIEMPRE !! Tus datos dependen de un juego de ACUMULADO CASINO DE MALTE JACKPOT ╓─╖ ╓─╖ ╓─╖ ║0║ ║0║ ║?║ ╙─╜ ╙─╜ ╙─╜ CRÉDITOS: 5 ￡￡￡ = Tu disco ??? = Mi núm. de teléfono CUALQUIER TECLA PARA JUGAR |